# Liste der Mitglieder des Ersten Vereinigten Landtages der Provinz Brandenburg
Diese Liste nennt die Mitglieder des Ersten Vereinigten Landtages aus der Provinz Brandenburg 1847.

## Hintergrund
Formal war der Vereinigte Landtag ein gemeinsames Zusammenkommen der Provinziallandtage Preußens. Entsprechend setzte sich die Gruppe der Abgeordneten aus der Provinz Brandenburg so zusammen, wie der Provinziallandtag der Provinz Brandenburg.

## Liste der Abgeordneten
| Kurie                                 | Wahlbezirk                  | Abgeordneter                                                                   | Anmerkung                                                                               |
| ------------------------------------- | --------------------------- | ------------------------------------------------------------------------------ | --------------------------------------------------------------------------------------- |
| Stand der Prälaten, Grafen und Herren | Domkapitel Brandenburg      | Kammerherr Gustav Erdmann Camillus von Brandt                                  |                                                                                         |
| Stand der Prälaten, Grafen und Herren | Solms-Baruth                | Graf Friedrich zu Solms-Baruth                                                 |                                                                                         |
| Stand der Prälaten, Grafen und Herren | Herrschaft Sonnenwalde      | Graf Wilhelm zu Solms-Sonnenwalde                                              |                                                                                         |
| Stand der Prälaten, Grafen und Herren | Majorat Neuhardenberg       | Graf Curt von Hardenberg-Reventlow                                             | Neu Hardenberg                                                                          |
| Stand der Prälaten, Grafen und Herren | Majorat Boitzenburg         | Adolf Heinrich von Arnim-Boitzenburg                                           | Boitzenburg                                                                             |
| Stand der Prälaten, Grafen und Herren | Standesherrschaft Lübbenau  | Graf Hermann Rochus zu Lynar                                                   | Lübbenau                                                                                |
| Stand der Prälaten, Grafen und Herren | Standesherrschaft Drehna    | Fürst Otto zu Lynar                                                            | Drehna                                                                                  |
| Stand der Prälaten, Grafen und Herren | Standesherrschaft Straupitz | Graf Heinrich von Houwald                                                      | Straupitz                                                                               |
| Stand der Prälaten, Grafen und Herren | Herrschaft Pförten          | Graf Friedrich August von Brühl                                                | Pförten                                                                                 |
| Stand der Prälaten, Grafen und Herren | Standesherrschaft Amtitz    | Ludwig (Ferdinand Karl Erdmann Alexander Deodatus) Prinz zu Schönaich-Carolath | Amtitz                                                                                  |
| Stand der Prälaten, Grafen und Herren | Majorat Gölsdorf            | Graf Friedrich Wilhelm von Reden                                               | Goeroldsdorf                                                                            |
| Ritterschaft                          | Uckermark                   | Otto Friedrich Carl Arnim                                                      | Oberstleutnant a. D. und Kreisdeputierter, Criewen                                      |
| Ritterschaft                          | Altmark                     | Wilhelm von Bismarck-Briest                                                    | Deichhauptmann                                                                          |
| Ritterschaft                          |                             | Adolf von Brand                                                                | Königlicher Kammerherr, Lauchstedt                                                      |
| Ritterschaft                          | Oberbarnim                  | Albert von Bredow                                                              | Kreisdeputierter und Ritterschaftsrat, Wölsickendorf                                    |
| Ritterschaft                          |                             | Ludwig Bredow                                                                  | Kreis-Justizrat, Dramburg                                                               |
| Ritterschaft                          | Zauche                      | Friedrich von Brucken gen. Baron von Fock                                      | Oberregierungsrat, Potsdam                                                              |
| Ritterschaft                          |                             | Friedrich Heinrich Sigismund Gustav von Carlsburg                              | Regierungsrat und Landrat, Schönaich                                                    |
| Ritterschaft                          | Teltow                      | Eduard von Haeseler                                                            | Ritterschaftsrat und Kreisdeputierter, Blankenfelde                                     |
| Ritterschaft                          | Prignitz                    | Carl von Jena                                                                  | Kammerherr, Nettelbeck                                                                  |
| Ritterschaft                          | Westhavelland               | Albert von Katte                                                               | Ritterschaftsrat und Kreisdeputierter, Roskow                                           |
| Ritterschaft                          | Altmark                     | Friedrich Ludwig Karl von Knoblauch                                            | Landrat a. D. Osterholz                                                                 |
| Ritterschaft                          | Beeskow-Storkow             | Eduard von Löschebrand                                                         | Landrat, Beeskow                                                                        |
| Ritterschaft                          |                             | Julius von Mandel                                                              | Kreisdeputierter und Landesältester, Wallmersdorf                                       |
| Ritterschaft                          |                             | Freiherr Karl Otto von Manteuffel                                              | Landrat, Luckau                                                                         |
| Ritterschaft                          |                             | Otto Theodor von Manteuffel                                                    | wirklicher geheimer Oberregierungsrat und Direktor des Ministeriums des Inneren, Berlin |
| Ritterschaft                          | Lebus                       | Ludwig von Massow                                                              | Wirklicher Geheimer Rat, Berlin                                                         |
| Ritterschaft                          | Jüterbog                    | August Werner von Meding                                                       | Oberpräsident, Potsdam                                                                  |
| Ritterschaft                          | Osthavelland                | Friedrich Baron Digeon von Monteton                                            | Haupt-Ritterschaftsdirektor, Regierungs- und Landesökonomierat, Berlin                  |
| Ritterschaft                          | Belzig                      | Ludwig Heinrich Wilhelm von Oppen                                              | Fredersdorf                                                                             |
| Ritterschaft                          |                             | Bernhard von Patow                                                             | Landsyndikus des Markgrafentums Niederlausitz, Geheimer Regierungsrat, Lübben           |
| Ritterschaft                          |                             | Julius Eduard von Poncet                                                       | Landrat, Spremberg                                                                      |
| Ritterschaft                          | Luckenwalde                 | Adolf von Rochow                                                               | Oberstleutnant a. D. und Hofmarschall, Stülpe                                           |
| Ritterschaft                          | Prignitz                    | Julius Hermann von Rohr                                                        | Haupt-Ritterschafts- und Landarmen-Direktor, Berlin                                     |
| Ritterschaft                          | Ruppin                      | Friedrich Wilhelm von Schenkendorf                                             | Major a. D., Landrat, Wulkow                                                            |
| Ritterschaft                          |                             | von Scholten                                                                   | Rittergutsbesitzer, Plau                                                                |
| Ritterschaft                          | Altmark                     | Wilhelm von der Schulenburg                                                    | Landrat, Salzwedel                                                                      |
| Ritterschaft                          | Niederbarnim                | K. A. von Veltheim                                                             | Major a. D. und Kreisdeputierter, Schönflies                                            |
| Ritterschaft                          |                             | Eduard von Waldow und Reitzenstein                                             | Leutnant a. D., Reizenstein                                                             |
| Ritterschaft                          | Altmark                     | Adolf von Werdeck                                                              | Geheimer Regierungsrat, Berlin                                                          |
| Ritterschaft                          | Uckermark                   | August von Winterfeldt                                                         | Kammergerichtsrat, Menkin                                                               |
| Ritterschaft                          |                             | Gustav Adolf Wilhelm                                                           | Ritterschaftsrat, Falkenwalde                                                           |
| Städte                                |                             | Carl Anwandter                                                                 | Apotheker, Calau                                                                        |
| Städte                                |                             | Albrecht von Benningsen-Förder                                                 | Bürgermeister, Salzwedel                                                                |
| Städte                                |                             | Beuster                                                                        | Brauereigentümer, Neu-Ruppin                                                            |
| Städte                                |                             | Johann Friedrich Gottlieb Farthöfer                                            | Bürgermeister, Fürstenwalde                                                             |
| Städte                                |                             | Gericke                                                                        | Ökonom, Perleberg                                                                       |
| Städte                                |                             | Wilhelm Grabow                                                                 | Kriminalrat, Prenzlow                                                                   |
| Städte                                |                             | Hammer                                                                         | Kaufmann, Brandenburg                                                                   |
| Städte                                |                             | Hübler                                                                         | Ratsherr, Cottbus                                                                       |
| Städte                                |                             | Christian Heinrich Juncker                                                     | Bürgermeister, Bernau                                                                   |
| Städte                                |                             | Carl Friedrich Wilhelm Knoblauch                                               | Geheimer Finanzrat, Berlin                                                              |
| Städte                                |                             | Linau                                                                          | Kaufmann, Frankfurt (Oder)                                                              |
| Städte                                |                             | Lohse                                                                          | Apotheker, Gardelegen                                                                   |
| Städte                                |                             | Mehls                                                                          | Polizeidirektor a. D., Landsberg a.W.                                                   |
| Städte                                |                             | Carl Eduard Moewes                                                             | Stadtsyndikus, Berlin                                                                   |
| Städte                                |                             | Johann Wilhelm Neumann                                                         | Bürgermeister, Lübben                                                                   |
| Städte                                |                             | Ferdinand August Offermann                                                     | Fabrikbesitzer, Sorau                                                                   |
| Städte                                |                             | Schauss                                                                        | Kaufmann, Berlin                                                                        |
| Städte                                |                             | Ferdinand Stämmler                                                             | Bürgermeister, Wilsnack                                                                 |
| Städte                                |                             | Stöpel                                                                         | Bürgermeister, Potsdam                                                                  |
| Städte                                |                             | Waldmann                                                                       | Ratsherr, Königsberg i.d.N.                                                             |
| Städte                                |                             | Johann Friedrich Karl Winzler                                                  | Kaufmann, Lübbenau                                                                      |
| Städte                                |                             | Dr. Eduard Zimmermann                                                          | Bürgermeister, Spandau                                                                  |
| Städte                                |                             | Zimmermann                                                                     | Bürgermeister, Friedeberg                                                               |
| Landgemeinden                         |                             | Berein                                                                         | Erbzinsgutsbesitzer, Louisenruh                                                         |
| Landgemeinden                         |                             | Böning                                                                         | Lehnschulze, Schwechenwalde                                                             |
| Landgemeinden                         |                             | Dansmann                                                                       | Erbschulzengutsbesitzer und Kreisschulze, Dyrotz                                        |
| Landgemeinden                         |                             | Dolz                                                                           | Kruggutsbesitzer, Klein-Beuche                                                          |
| Landgemeinden                         |                             | Heuer                                                                          | Kreisschulze, Sadenbeck                                                                 |
| Landgemeinden                         |                             | Krohn                                                                          | Gutsbesitzer, Werben                                                                    |
| Landgemeinden                         |                             | Müller                                                                         | Gerichtsschulze, Droskau                                                                |
| Landgemeinden                         |                             | Nethe                                                                          | Schulze, Dahlen                                                                         |
| Landgemeinden                         |                             | Otzdorf                                                                        | Lehnschulze, Schönow                                                                    |
| Landgemeinden                         |                             | Röseler                                                                        | Freigutsbesitzer, Niederfinow                                                           |
| Landgemeinden                         |                             | Schulz                                                                         | Lehnschulze, Götz                                                                       |
| Landgemeinden                         |                             | Sültmann                                                                       | Schulze, Mellin                                                                         |